# Rusklidtjärn
Rusklidtjärn este o arie protejată (arie specială de conservare — SAC, sit de importanță comunitară — SCI) din Suedia întinsă pe o suprafață de 24,6 ha, integral pe uscat.

## Localizare
Centrul sitului Rusklidtjärn este situat la coordonatele 64°47′43″N 18°41′34″E / 64.7954°N 18.6928°E.

## Înființare
Situl Rusklidtjärn a fost declarat sit de importanță comunitară în iunie 2001 pentru a proteja 2 specii de animale. Situl a fost protejat și ca arie specială de conservare în martie 2011.

## Biodiversitate
Situată în ecoregiunea boreală, aria protejată conține 4 habitate naturale: Mlaștini împădurite, Mlaștini turboase de tranziție și turbării mișcătoare, Taiga vestică, Cursuri de apă de la nivel de câmpie la nivel montan, cu vegetație Ranunculion fluitantis și Callitricho-Batrachion.
La baza desemnării sitului se află mai multe specii protejate de  nevertebrate (2): Stephanopachys linearis, Stephanopachys substriatus.